# إسبانيول كانتيرا
محجر نادي كرة القدم الإسباني المحترف إسبانيول هو أكاديمية الشباب للمنظمة، والتي تعمل على تطوير اللاعبين من مرحلة الطفولة وحتى دمج أفضل المواهب في فرق الكبار.
الفئة الأخيرة ضمن هيكل الشباب هي فريق الشباب تحت 18/19 سنة والذي يمثل النادي في المنافسة الوطنية. ينتقل الخريجون الناجحون عادة إلى فريق الاحتياط بالنادي، إسبانيول ب، والذي يعتبر أيضًا جزءًا من الكانتيرا نظرًا لكونه مرحلة في التقدم نحو الفريق الأول، على الرغم من التنافس في نظام الدوري للبالغين.
يقع مقر الأكاديمية في مجمع تدريب النادي، مدينة داني جاركي الرياضية [الإنجليزية].

## الخلفية
تولي أندية كرة القدم الكبرى في الدوريات الإسبانية عمومًا أهمية كبيرة لتطوير مراكزها للترويج للاعبين من الداخل أو بيعهم لأندية أخرى كمصدر للإيرادات، وإسبانيول ليس استثناءً. وتتركز شبكة تجنيد الشباب الخاصة بهم في المقام الأول حول منطقتهم الأصلية في كتالونيا، وهناك اتفاقيات تعاون قائمة مع الأندية الصغيرة في المنطقة.
إن التحدي الكبير الذي يواجه إسبانيول في سعيه وراء المواهب المحلية هو وجود منافسه في المدينة نادي برشلونة الذي يتجاوز مكانته العالمية وقاعدة الدعم المحلية والموارد المالية الخاصة بإسبانيول بكثير. ومع ذلك، فإن فريق بيريكوس هو بسهولة ثاني أكبر نادٍ في كتالونيا (يبلغ عدد سكانه 7.5 مليون نسمة) وما زال قادرًا على إنتاج بعض اللاعبين لفريقه الأول، حتى لو كان أفضل الشباب في المنطقة يميلون إلى الانتهاء في برشلونة.

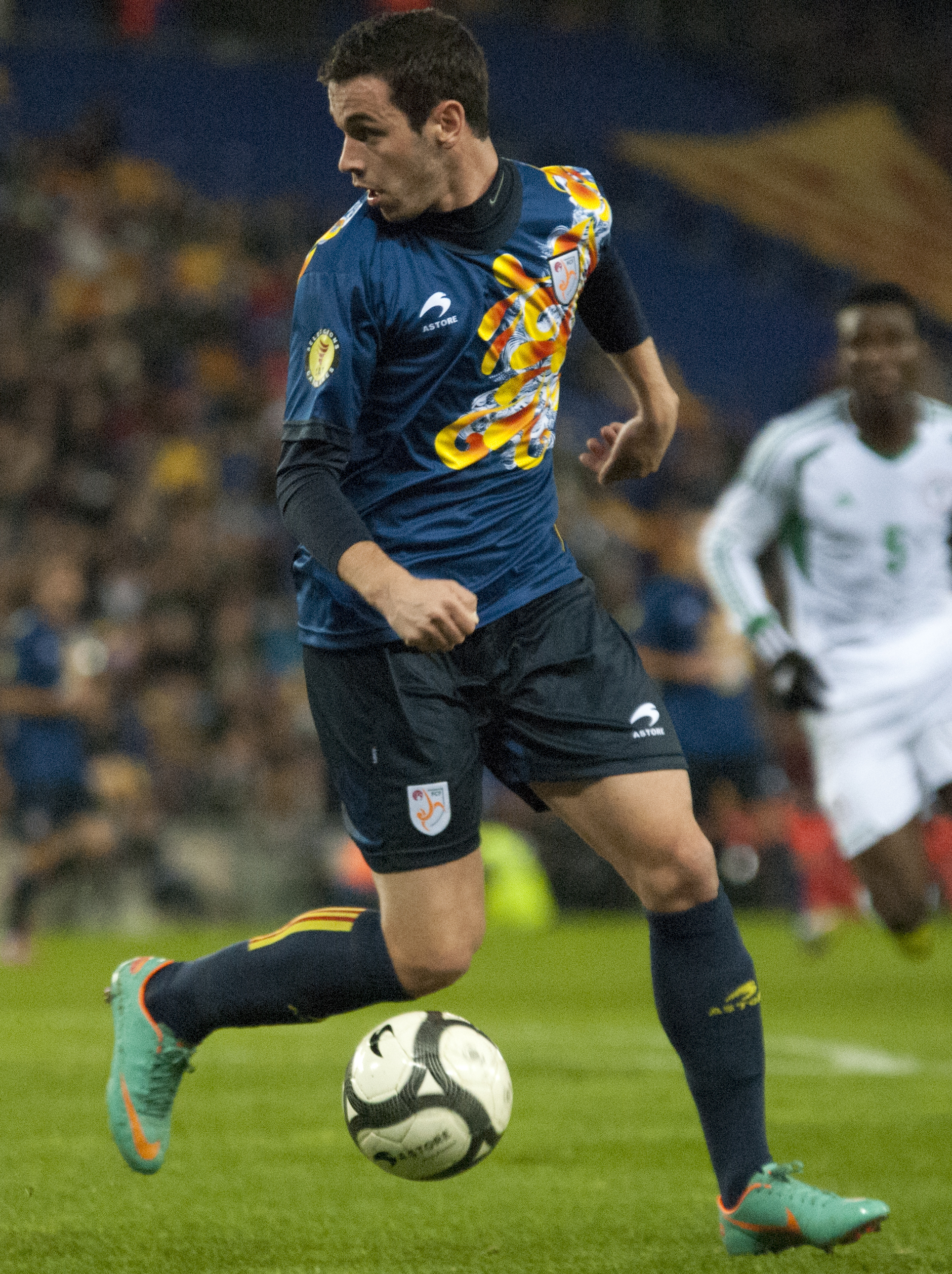
ألفارو فاسكيز (في الصورة يلعب مع كاتالونيا) هو خريج كانتيرانو انضم إلى النادي في سن 14 وشارك لأول مرة مع الفريق الأول بعد خمس سنوات

أجرى إسبانيول تحسينات كبيرة على مرافقه مع افتتاح مدينة الرياضة عام 2001 ومنذ ذلك الحين تحسنت نتائجه على مستوى الشباب بشكل كبير مقارنة بالقرن العشرين، مع ثمانية ألقاب إقليمية وخمسة نهائيات لكأس الشباب [الإنجليزية] وخمسة نهائيات لكأس الملك للشباب بين عامي 2001 و2016، مقارنة بظهور واحد فقط في نهائي كأس الملك في السنوات الخمسين السابقة، ولقب إقليمي واحد (عصر 1976–1985) وأفضل مركز في المركز الرابع في الدوري الوطني الممتاز (1986–1994). كان هذا النجاح المتواصل في القرن الحادي والعشرين مشابهًا جدًا للإنجازات التي حققها شباب نادي برشلونة لكرة القدم خلال نفس الفترة، حيث تُعتبر أكاديميته لا ماسيا واحدة من أفضل الأكاديميات في العالم لتطوير اللاعبين العظماء.
تم تسمية مركز التدريب الآن على اسم قائد النادي الراحل دانييل جاركي (توفي عام 2009) الذي كان خريجًا من الأكاديمية.

## تطور اللاعبين
وفقًا لتحليل من المركز الدولي للدراسات الرياضية، في عام 2014 كان لدى إسبانيول أربعة «لاعبين محليين» (وفقًا لإرشادات الاتحاد الأوروبي لكرة القدم، ثلاث سنوات من التدريب بين 15 و21 عامًا) ما زالوا في ناديهم التكويني، مع 17 آخرين في أندية أخرى كبرى في جميع أنحاء أوروبا – في المرتبة 13 بين جميع أندية الدوري «الخمسة الكبار». وفقًا لتقرير عام 2016، كان العدد ستة لاعبين ما زالوا في النادي وثمانية لاعبين في أماكن أخرى وكان هذا المجموع البالغ 14 لاعبًا أقل بكثير من برشلونة (تم إنتاج 37 لاعبًا) وكان أيضًا بعيدًا بعض الشيء عن الأندية ذات المكانة المماثلة مثل ريال سوسيداد (25 لاعبًا)، الذي كان سجل فريق الشباب الخاص به على المستوى الوطني أفقر قليلاً من إسبانيول. وأظهر تحليل منفصل أجرته نفس المنظمة في نهاية ذلك الموسم أن لاعبي إسبانيول شاركوا في 23% من الدقائق في الدوري الإسباني 2016–17، حيث احتلوا المركز الثامن. واحتل النادي المركز 22 في جدول ترتيب 98 فريقًا مشاركًا في دوريات الخمسة الكبار.
أظهرت دراسة أخرى أجريت عام 2016 أنه على الرغم من أن إسبانيول لديه عدد أكبر من اللاعبين المختارين للمنتخب الإسباني في مختلف الفئات العمرية مقارنة بأتلتيك بلباو (نادي آخر يتمتع بأكاديمية مشهورة) في القرن الحادي والعشرين، إلا أن عدداً أقل بكثير تخرج إلى فريق إسبانيا الأول، مما يشير إلى أن تدريب الشباب في النادي فعال ولكن الأساليب أقل نجاحاً مع انتقال اللاعبين إلى مرحلة البلوغ. على الرغم من أن قائمة طويلة من شباب بيريكوس السابقين قد صنعوا مسيرة لائقة في دوري الدرجة الثانية وفي الدوريات الأجنبية مثل دوري الدرجة الأولى القبرصي، ربما كان يأمل النادي أن يتمكن المزيد من لاعبي الجيل من الانتقال من الشباب الواعدين إلى المحترفين النخبة، نظرًا لقوة فرق الأكاديمية. لا يزال النظام موضع حسد العديد من الأندية، حيث سلط تقرير صدر عام 2012 الضوء على نتائج إسبانيول على النقيض من نتائج ريال سرقسطة، وهو نادٍ مماثل الحجم يتنافس في نفس الدوريات الإقليمية على مستوى الشباب، ويعمل تحت قيود مالية (كان هذا قبل استحواذ مجموعة راستار الصينية في عام 2016).

## المسابقات الوطنية
يلعب فريق الناشئين أ في المجموعة الثالثة من قسم الشرف للشباب [الإنجليزية] كمنافسة سنوية منتظمة. منافسيهم الرئيسيين في مجموعة الدوري هم برشلونة  بالإضافة إلى مايوركا ونادي الشباب فقط إف سي دام [الإنجليزية]. يلعب فريق تحت 17 عامًا، الناشئين ب، في الدوري الوطني للشباب وهو القسم الأدنى من نفس الهيكل. ويشارك الفريق أيضًا بانتظام في بطولة كأس أبطال الشباب ‏ وبطولة كأس الملك للشباب [الإنجليزية]، ويعتمد التأهل إليها على المركز النهائي في المجموعة بالدوري. في هذه المسابقات الوطنية، تضم المنافسة فرق الأكاديمية لأتلتيكو مدريد [الإنجليزية] وإشبيلية وأتلتيك بلباو وريال مدريد.

## البطولات الدولية
من الممكن أن يشارك نادي إسبانيول جوفينيل في دوري أبطال أوروبا للشباب، إما بالفوز بكأس الأبطال ‏ في الموسم السابق أو من خلال تأهل الفريق الأول إلى مرحلة المجموعات في دوري أبطال أوروبا، ولكن حتى الآن لم يتحقق أي منهما – فقد اقتربوا من تحقيق ذلك عندما تغلب فياريال على فياريال [الإنجليزية] في نهائي كأس الأبطال عام 2015 [الإنجليزية] بعد الوقت الإضافي.

## الهيكل
يتم إدخال أول دفعة من الأولاد من مقاطعة برشلونة إلى فرق بنياميني في حوالي سن 8 سنوات ويتقدمون بفئة عمرية كل موسم عبر مستويات أليفي وإنفانتيل وكاديت والناشئين. ينتقل اللاعبون الذين يتم الاحتفاظ بهم بعد فترة الناشئين أ (الذين يبلغون من العمر حوالي 18 عامًا) عادةً إلى فريق الاحتياطي إسبانيول ب لاكتساب الخبرة في دوري الكبار (مستوى الدرجة الثانية ب في معظم السنوات). بإمكانهم قضاء ما يصل إلى خمس سنوات مع الفريق ب، غالبًا مع بعض فترات الإعارة في أندية أخرى، على الرغم من أن أفضل اللاعبين عادة ما ينتقلون إلى الفريق الأول في غضون موسمين إذا اعتبروا مستعدين للقيام بذلك، مع تعزيز أعضاء الفريق ب المتبقين بالمجموعة التالية من خريجي الشباب في معركتهم المستمرة للاحتفاظ بوضعهم القسمي.

### المدربون الرئيسيون
| الفريق    | العمر | المدرب      | الطبقة | الدوري                           |
| --------- | ----- | ----------- | ------ | -------------------------------- |
| الأحداث أ | 16–18 | لويس بلانكو | 1      | فرقة الشرف (الصف الثالث) ‏        |
| جوفينيل ب | 16–18 | تشافي مورون | 2      | الدوري الوطني (المجموعة السابعة) |
| كاديت أ   | 14–15 | تي بي يو    | 1      | كاديت فرقة الشرف                 |
| كاديت ب   | 14–15 | تي بي يو    | 2      | الكاديت المفضل                   |

## التشكيلة الحالية

### الناشئين أ
آخر تحديث 31 يناير 2023.
ملاحظة: تشير الأعلام إلى المنتخب الوطني على النحو المحدد في قواعد الأهلية للفيفا. قد يحمل اللاعبون أكثر من جنسية واحدة غير تابعة للفيفا.
| الرقم | البلد    | المركز | اللاعب             |
| ----- | -------- | ------ | ------------------ |
|       | إسبانيا  | حارس   | مارك ماروكو        |
|       | ليتوانيا | حارس   | ريمفيداس كيريجيفاس |
|       | الصين    | مدافع  | أليكس يانغ         |
|       | إسبانيا  | مدافع  | إيان فورنيس        |
|       | إسبانيا  | مدافع  | خوسيه كاتالا       |
|       | إسبانيا  | مدافع  | مارك لوبيز         |
|       | إسبانيا  | مدافع  | بول غارسيا         |
|       | إسبانيا  | مدافع  | هوغو باسكوال       |
|       | إسبانيا  | وسط    | مارك ديلغادو       |
|       | إسبانيا  | وسط    | روجر سيورو         |

| الرقم | البلد   | المركز | اللاعب          |
| ----- | ------- | ------ | --------------- |
|       | إسبانيا | وسط    | أرناو سانس      |
|       | إسبانيا | وسط    | أدريان باركييرو |
|       | إسبانيا | وسط    | إيزان سارمينتو  |
|       | إسبانيا | وسط    | بول سيد         |
|       | إسبانيا | مهاجم  | أوسو            |
|       | إسبانيا | مهاجم  | سيرجيو ريفاريس  |
|       | إسبانيا | مهاجم  | خافي هيرنانديز  |
|       | إسبانيا | مهاجم  | جوردي كوكا      |
|       | المغرب  | مهاجم  | عمر صادق        |
|       | إسبانيا | مهاجم  | ديفيد بيكيلين   |

### الناشئين ب
آخر تحديث 31 يناير 2023.
ملاحظة: تشير الأعلام إلى المنتخب الوطني على النحو المحدد في قواعد الأهلية للفيفا. قد يحمل اللاعبون أكثر من جنسية واحدة غير تابعة للفيفا.
| الرقم | البلد   | المركز | اللاعب           |
| ----- | ------- | ------ | ---------------- |
|       | إسبانيا | حارس   | لورينس سيريد     |
|       | إسبانيا | حارس   | ألفارو باتشيكو   |
|       | إسبانيا | مدافع  | فيران غوميز      |
|       | إسبانيا | مدافع  | ديفيد سانتياغو   |
|       | إسبانيا | مدافع  | برونو مارتينيز   |
|       | إسبانيا | مدافع  | تشافي روفو       |
|       | المغرب  | مدافع  | رشيد سايح بوشيبة |
|       | إسبانيا | مدافع  | روجر هينوجو      |
|       | إسبانيا | وسط    | أرناو بارا       |
|       | إسبانيا | وسط    | رافا باوزا       |
|       | إسبانيا | وسط    | برونو بورتال     |
|       | إسبانيا | وسط    | بومبا            |

| الرقم | البلد     | المركز | اللاعب             |
| ----- | --------- | ------ | ------------------ |
|       | إسبانيا   | وسط    | مانو لارا          |
|       | إسبانيا   | مهاجم  | أرناو بيدرولا      |
|       | إسبانيا   | مهاجم  | أليكس بارتيرا      |
|       | إسبانيا   | مهاجم  | إلوي جيل           |
|       | إسبانيا   | مهاجم  | ريكارد أورتيغا     |
|       | إسبانيا   | مهاجم  | جان مورينو         |
|       | إسبانيا   | مهاجم  | هوغو بورغوس        |
|       | إسبانيا   | مهاجم  | لوك كاستيل         |
|       | إسبانيا   | مهاجم  | أدريا ألسينا       |
|       | إسبانيا   | مهاجم  | خوسيه بوريلا       |
|       | الأرجنتين | مهاجم  | ماتيو شيانكاليبوري |

## لاعبين مشهورين
من بين الخريجين البارزين الذين مروا بنظام الشباب في طريقهم إلى ترسيخ أقدامهم في فريق إسبانيول الأول و/أو أندية أخرى:
آخر تحديث يوليو 2017
.
اللاعبون الحاليون في إسبانيول مكتوبون بخط غامق ، سنة التخرج بين قوسين
| - باكو فلورز (1971) - دييغو أوريجويلا (1979) - فرنسيسكو لوبيز (1985) - جوردي لاردين [الإنجليزية] (1992) - لويس كودينا [الإنجليزية] (1992) - إنريكي لوكاس (1996) - راؤول تامودو (1996) - ألبيرتو لوبو (1998) - مويسيس هورتادو (1999) - برونو سالتور (1999) - ديفيد غارسيا (1999) - ألبيرت كروسات (2000) - دانيال خاركي (2001) - مارك بيرتران فيلانوفا (2001) - جوناثان سوريانو (2001) - جوردي كودينا (2002) - كارلوس غارسيا (2003) - بييل ريباس (2003) - خافيير تشيكا (2004) - سيرخيو سانتشيز أورتيغا (2004) - أنخيل مارتينيز (2005) | - مارك توريخون (2005) - فيكتور رويز (2008) - ديداك فيلا (2008) - دايفيد لوبيز (2008) - ألفارو فازكيز (2009) - جوردي أمات (2009) - خافي ماركيز (2009) - ألكساندرو ماكسيم (2009) - فيكتور ألفاريز ديلغادو (2010) - كريستيان تيو (2010) - تييفي بيفوما (2011) - سيرجي داردر (2011) - روبن دوارتي (2012) - إريك بايلي (2013) - جوان جوردان (2013) - باو لوبيز (2013) - مارك نافارو (2014) - مارك روكا (2015) - آرون مارتين (2015) - أوسكار ميليندو [الإنجليزية] (2016) |

أمضى سيرجيو تيخيرا وجيرارد مورينو ومارك كوكوريلا عدة سنوات مع نادي إسبانيول، لكنهم خاضوا مشوارهم الاحترافي لأول مرة في أندية أخرى.

## موسم بعد موسم (الناشئين أ)

### الدوري الممتاز / دوري الشرف تحت 19[لغات أخرى]‏
المواسم التي تحتوي على كأسين أو أكثر موضحة بالخط العريض
| الموسم  | المستوى   | المجموعة | المركز     | كأس ملك إسبانيا للشباب ‏ | الملاحظات            |
| ------- | --------- | -------- | ---------- | ----------------------- | -------------------- |
| 1986–87 | 1         |          | السادس     | دور الـ16               |                      |
| 1987–88 | 1         |          | العاشر     | دور الـ16               |                      |
| 1988–89 | 1         |          | الثامن     | دور الـ16               |                      |
| 1989–90 | 1         |          | التاسع     | دور الـ16               |                      |
| 1990–91 | 1         |          | الحادي عشر | ربع النهائي             |                      |
| 1991–92 | 1         |          | الرابع     | ربع النهائي             |                      |
| 1992–93 | 1         |          | التاسع     | دور الـ16               |                      |
| 1993–94 | 1         |          | الثاني عشر | ربع النهائي             |                      |
| 1994–95 | غير متوفر |          | غير متوفر  | غير متوفر               | لم يشارك في البطولات |

### قسم شرف الشباب[لغات أخرى]‏
المواسم التي تحتوي على كأسين أو أكثر موضحة بالخط العريض
| المواسم | المستوى | المجموعة   | المركز       | كأس ملك إسبانيا للشباب ‏  | كأس الأبطال ‏               | أوروبا/الملاحظات           |
| ------- | ------- | ---------- | ------------ | ------------------------ | -------------------------- | -------------------------- |
| 1995–96 | 1       | 3          | الثاني       | دور الـ16                | غ/م                        | —                          |
| 1996–97 | 1       | 3          | الأول        | دور الـ16                | الثاني في المجموعة الثالثة | —                          |
| 1997–98 | 1       | 3          | الرابع       | غ/م                      | غ/م                        | —                          |
| 1998–99 | 1       | 3          | الأول        | ربع النهائي              | الثاني في المجموعة الثالثة | —                          |
| 1999–00 | 1       | 3          | الثالث       | ربع النهائي [الإنجليزية] | غ/م                        | —                          |
| 2000–01 | 1       | 3          | الثاني       | الأبطال                  | غ/م                        | —                          |
| 2001–02 | 1       | 3          | الأول        | دور الـ16 [الإنجليزية]   | نصف النهائي                | —                          |
| 2002–03 | 1       | 3          | الأول        | الأبطال                  | الوصيف                     | —                          |
| 2003–04 | 1       | 3          | الأول        | الأبطال                  | الوصيف                     | —                          |
| 2004–05 | 1       | 3          | الثاني       | دور الـ16 [الإنجليزية]   | غ/م                        | —                          |
| 2005–06 | 1       | 3          | الثاني       | ربع النهائي [الإنجليزية] | غ/م                        | —                          |
| 2006–07 | 1       | 3          | الأول        | دور الـ16 [الإنجليزية]   | الثاني في المجموعة الثالثة | —                          |
| 2007–08 | 1       | 3          | الأول        | ربع النهائي [الإنجليزية] | الأبطال                    | —                          |
| 2008–09 | 1       | 3          | الثالث       | ربع النهائي [الإنجليزية] | غ/م                        | —                          |
| 2009–10 | 1       | 3          | الثاني       | نصف النهائي [الإنجليزية] | غ/م                        | —                          |
| 2010–11 | 1       | 3          | الثاني       | الوصيف                   | غ/م                        | —                          |
| 2011–12 | 1       | 3          | الأول        | الأبطال                  | الوصيف                     | سلسلة الجيل القادم 2011–12 |
| 2012–13 | 1       | 3          | الثالث       | غ/م                      | غ/م                        | غ/م                        |
| 2013–14 | 1       | الثالث     | الثاني       | ربع النهائي [الإنجليزية] | غ/م                        | دوري شباب أوروبا 2013–14   |
| 2014–15 | 1       | الثالث     | الأول        | دور الـ16 [الإنجليزية]   | الوصيف                     | دوري شباب أوروبا 2014–15   |
| 2015–16 | 1       | الثالث     | الأول        | ربع النهائي [الإنجليزية] | نصف النهائي                | دوري شباب أوروبا 2015–16   |
| 2016–17 | 1       | الثالث     | الثالث       | غ/م                      | غ/م                        | دوري شباب أوروبا 2016–17   |
| 2017–18 | 1       | الثالث     | الخامس       | غ/م                      | غ/م                        | دوري شباب أوروبا 2017–18   |
| 2018–19 | 1       | الثالث     | الثالث       | ربع النهائي [الإنجليزية] | غ/م                        | دوري شباب أوروبا 2018–19   |
| 2019–20 | 1       | الثالث     | الثالث       | غ/م                      | غ/م                        | دوري شباب أوروبا 2019–20   |
| 2020–21 | 1       | الثالث–أ/ج | الأول/الثالث | غ/م                      | غ/م                        | غ/م                        |
| 2021–22 | 1       | الثالث     | الثاني       | الوصيف                   | غ/م                        | دوري شباب أوروبا 2021–22   |
| 2022–23 | 1       | الثالث     | السابع       | دور الـ32 [الإنجليزية]   | غ/م                        | غ/م                        |
| 2023–24 | 1       | الثالث     | الثاني       | الوصيف                   | غ/م                        | غ/م                        |

1. ↑  في مارس 2020، عُلّقت جميع المباريات في إسبانيا بسبب جائحة فيروس كورونا. وفي 6 مايو 2020، أعلن الاتحاد الملكي الإسباني لكرة القدم إنهاء الدوريات مبكرًا، وإلغاء جميع الهبوطات، وتتويج كل فريق متصدر دوري أبطالًا، وإلغاء كأس ملك إسبانيا للشباب وكأس الأبطال لهذا الموسم.[19]
2. ↑   لن تقام بطولة كأس الملك للشباب في موسم 20201-21.
3. ↑  لن تقام بطولة دوري شباب أوروبا في موسم 2020-21.

## الإنجازات

### المسابقات الوطنية
- قسم شرف الشباب (المجموعة الثالثة) [الإنجليزية] : (الدوري الجهوي)
  - 1 1978 ( الدوري الوطني للأحداث 1975–86)
  - 10 1997، 1999، 2002،[20] 2003، 2004، 2007، 2008، 2012، 2015، 2016 (التنسيق الحالي منذ عام 1995)
- كأس الأبطال الشباب [الإنجليزية] :
  - الفائزون مرة واحدة : 2008[21] (الشكل الحالي منذ عام 1995)
  - وصيف البطل 4 مرات: 2003، 2004،[22] 2012،[23] 2015[14]
- كأس الملك للشباب [الإنجليزية] : (منذ 1951)
  - الفائزون 4 مرات : 2001،[20] 2003، 2004،[22] 2012[24]
  - وصيف البطل 4 مرات: 1954، 2011،[25] 2022، 2024